# Crowle (Lincolnshire)
Crowle, ook Crowle and Ealand, is een civil parish in de unitary authority North Lincolnshire, in het Engelse graafschap Lincolnshire met 4.090 inwoners.